# Lucas Glover
Lucas Hendley Glover (Greenville, 12 novembre 1979) è un golfista statunitense che disputa il PGA Tour.
È noto soprattutto per la sua vittoria allo U.S. Open del 2009.
Complessivamente in carriera ha vinto nove tornei professionistici.

## Biografia
Glover è nato a Greenville, nella Carolina del Sud, figlio di Ron Musselman e Hershey Hendley (la figlia dell'ex giocatore di football professionista Dick Hendley). Musselman e Hendley si separarono nel 1981 (quando Lucas aveva due anni) e divorziarono l'anno successivo.
Il nonno di Lucas, Dick Hendley, introdusse Glover al golf all'età di tre anni, e quando era adolescente Lucas Glover era stato tre volte High School All-American alla Wade Hampton High School.
Glover ha frequentato la Clemson University dal 1998 al 2001.

### Vita privata
Glover ha vissuto a St. Simons Island, Georgia, Simpsonville, South Carolina, e Tequesta, Florida. Ha due figli con sua moglie Krista.

## Vittorie professionali (9)

### PGA Tour vittorie (6)
| Legenda            |
| Tornei Major (1)   |
| Altri PGA Tour (3) |

| No. | Data             | Torneo                                        | Punteggio di vittoria | Margine   | Secondo/i                                 |
| --- | ---------------- | --------------------------------------------- | --------------------- | --------- | ----------------------------------------- |
| 1   | 23 ottobre, 2005 | Funai Classic at the Walt Disney World Resort | −23 (68-66-66-65=265) | 1 colpo   | Tom Pernice Jr.                           |
| 2   | 22 giugno, 2009  | U.S. Open                                     | −4 (69-64-70-73=276)  | 2 colpi   | Ricky Barnes, David Duval, Phil Mickelson |
| 3   | 8 maggio, 2011   | Wells Fargo Championship                      | −15 (67-68-69-69=273) | Playoff   | Jonathan Byrd                             |
| 4   | 11 luglio, 2021  | John Deere Classic                            | −19 (68-63-70-64=265) | 2 colpi   | Ryan Moore, Kevin Na                      |
| 5   | 6 agosto 2023    | Wyndham Championship                          | −20 (66-64-62-68=260) | 2 strokes | An Byeong-hun, Russell Henley             |
| 6   | 13 agosto 2023   | FedEx St. Jude Championship                   | −15 (66-64-66-69=265) | Playoff   | Patrick Cantlay                           |

PGA Tour playoff record (1–0)
| No. | Anno | Torneo                      | Sfidante        | Risultato                                   |
| --- | ---- | --------------------------- | --------------- | ------------------------------------------- |
| 1   | 2011 | Wells Fargo Championship    | Jonathan Byrd   | vinto con par alla prima buca supplementare |
| 2   | 2023 | FedEx St. Jude Championship | Patrick Cantlay | vinto con par alla prima buca supplementare |

### Nationwide Tour wins (1)
| No. | Data             | Torneo             | Punteggio di vittoria | Margine | Secondo/i                                 |
| --- | ---------------- | ------------------ | --------------------- | ------- | ----------------------------------------- |
| 1   | 12 ottobre, 2003 | Gila River Classic | −18 (67-69-67-67=270) | 1 colpo | John Elliott, Robin Freeman, Tommy Tolles |

### Altre vittorie (2)
| No. | Data               | Torneo                 | Punteggio di vittoria | Margine | Secondo/i                  |
| --- | ------------------ | ---------------------- | --------------------- | ------- | -------------------------- |
| 1   | 23 settembre, 2001 | Oklahoma Open          | −9 (66-65-70=201)     | 3 colpi | Grant Masson, Albert Ochoa |
| 2   | 21 ottobre, 2009   | PGA Grand Slam of Golf | −11 (65-66=131)       | 5 colpi | Ángel Cabrera              |

## Tornei Major

### Vittorie (1)
| Anno | Campionato | 54 buche           | Punteggio di vittoria | Margine | Secondo/i                                 |
| ---- | ---------- | ------------------ | --------------------- | ------- | ----------------------------------------- |
| 2009 | U.S. Open  | 1 colpo di deficit | −4 (69-64-70-73=276)  | 2 colpi | Ricky Barnes, David Duval, Phil Mickelson |